# Chapelle de la Visitation du Puy-en-Velay
La chapelle de la Visitation est une chapelle catholique située au Puy-en-Velay, place de la Plâtrière, dans le quartier du Centre historique. Il s'agit de l'ancienne chapelle du premier couvent des Visitandines édifiée en 1655. Chassées à la Révolution, elles reviennent en 1808 pour s'installer dans leur nouveau couvent qu'elles aménagent dans l'ancien couvent Saint-Maurice-du-Refuge édifié en 1687 dont elles font un pensionnat de jeunes filles et y construisent en 1837 une nouvelle chapelle. Cette chapelle du couvent de la Visitation du Puy-en-Velay, qui se trouve rue de la Visitation, ne doit donc pas être confondue avec la chapelle du premier couvent, place de la Plâtrière, dont il est question ici.

## Histoire
La chapelle du premier couvent des Visitandines a été édifiée en 1655. Contrairement à ce que peut laisser croire la plaque fixée sur sa façade, la chapelle ne fut pas transformée en tribunal révolutionnaire pendant la Terreur : durant cette période, les nombreux prêtres réfractaires et des catholiques furent condamnés à mort ou à la déportation au bailliage, rue Adhémard-de-Monteil (actuellement les caves du Saint Léonard).
C'est en mars 1799 que la chapelle et son couvent furent transformés en tribunal et prison pour juger les Compagnons de Jésus qu'Alexandre Dumas a transformés dans son roman en Compagnons de Jéhu.
La chapelle est inscrite au titre des monuments historiques par arrêté du 21 mars 2005.
Ainsi, après avoir été Temple de la Raison, tribunal, prison tout au long du XIXe siècle, gymnase, puis stand de tir des Chevaliers Tireurs Vellaves et de nombreuses années d'abandon, la chapelle est acquise par la Fraternité sacerdotale Saint-Pie-X en 2018 pour la somme de 150 000 euros. Les prémices de cet achat se firent lorsque le prieuré Saint-François-Régis d’Unieux organisa son jubilé lors du Grand Pardon de 2016; le prieur, l'abbé Barrère, insistant sur l'importance historique du Puy-en-Velay pour la Chrétienté car antérieure à celle de Lourdes. En attendant la mise aux normes et la rénovation de la chapelle, la Fraternité Saint-Pie X célèbre ses offices au 25 avenue Tonbridge.
La cérémonie de réconciliation de la chapelle a eu lieu le 16 juillet 2019.

## Description

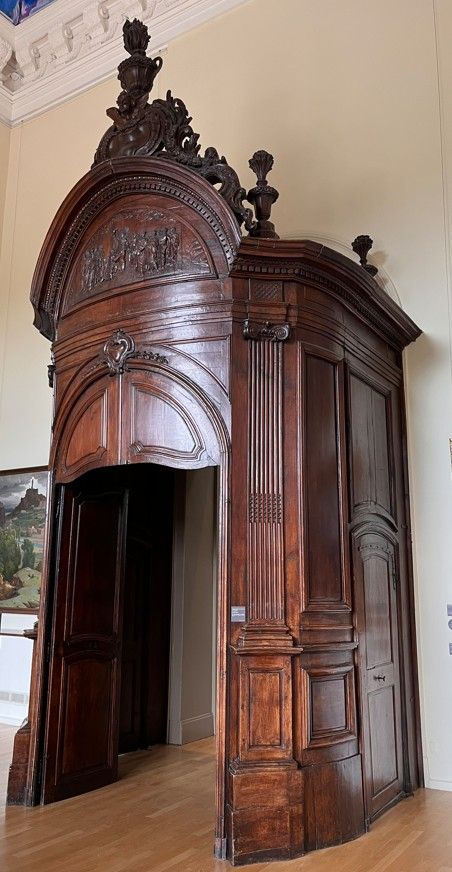
Tambour d'entrée de la chapelle de la Visitation,
XVIIe siècle et XVIIIe siècle, noyer et bois divers,
conservé au musée Crozatier.

Il s'agit d'un bâtiment rectangulaire classique de pierres volcaniques éclairé de quatre grandes fenêtres au sud auquel on accède par une porte sur la place. Il n'y a plus aucun décor, l'intérieur étant délabré et les murs recouverts de simple plâtre. Les murs extérieurs ne présentent aucune décoration.
Les témoignages qui restent de la splendeur de la chapelle sont le magnifique tambour de porte conservé au musée Crozatier, au 1er étage où il sert de tambour d'entrée de la salle des peintures et la chaire réalisée par Pierre Vaneau, conservée au musée de la Visitation de Moulins.